# ヨーゼフ・フォン・アイヒェンドルフ
ヨーゼフ・カール・ベネディクト・フォン・アイヒェンドルフ男爵（ドイツ語: Joseph Karl Benedikt Freiherr von Eichendorff, 1788年3月10日 - 1857年11月26日）は、ドイツの小説家、詩人。ラティボール（現ポーランド領）近郊ルボヴィッツ城生まれ。後期ロマン主義に属する詩人。代表作は、ナポレオン戦争下に書いた『予感と現在』などである。貴族としての爵位は男爵（Freiherr）。

## 生涯

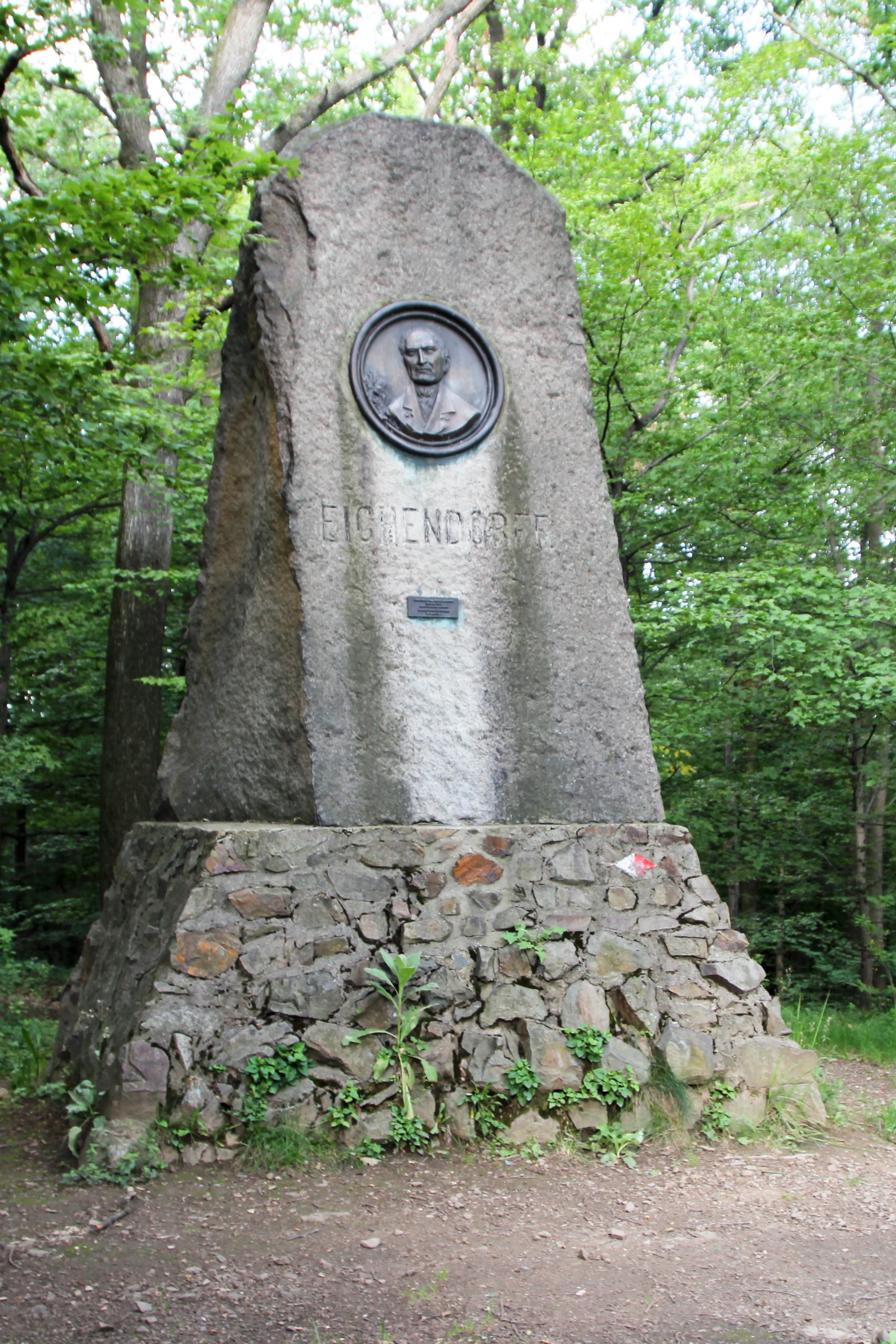
アイヒェンドルフ記念碑, プルドニク

アイヒェンドルフは1788年にカトリック貴族の両親の元に生まれ、少年期は城の周りの自然に深い愛情を注いで過ごした。父親のアドルフはプロイセン王国の役人だった。13歳になるとギムナジウムに入学、17歳のときハレ大学で法学を学び、19歳になるとハイデルベルク大学で哲学を専攻。その頃、同い年に哲学者アルトゥル・ショーペンハウアーなどがいた。20歳をすぎ大学を卒業すると、彼は大学時代に興味を持った文学についてさらに知識を深めるためウィーンやパリへ放浪の旅に出かけ、ハインリヒ・フォン・クライストやシュレーゲルなどと知り合った。
25歳から27歳（1813年 - 1815年）にかけて、ナポレオン戦争下で軍役につきながら執筆した長編『予感と現在』を発表、ルイーゼ夫人と結婚するなどした。
晩年は文学史や詩の研究などに尽力し「ドイツ詩文学史」などを著したが、1855年ルイーゼ夫人が病死、それからすぐに彼も病気にかかり逝去した。

## 作風
「予感と現在」はゲーテの『ヴィルヘルム・マイスター』と並ぶ教養小説と言われることもあるが、アイヒェンドルフの作品群はゲーテほど明確に教養小説の要素を含んでいないため、素朴な幻想小説、ファンタジー小説として扱われることもある。

## 作品
- 1808 – Die Zauberei im Herbst
- 1808–1810 – Oberschlesische Märchen und Sagen
- 1815 – Ahnung und Gegenwart （予感と現在）

『フリードリヒの遍歴』の名で集英社・世界文学全集9に収録。
- 1819 – Das Marmorbild （大理石像）
- 1826 – Aus dem Leben eines Taugenichts （のらくら者の日記）

『愉しき放浪児』関泰祐／訳 岩波文庫 1952 ISBN 978-4003245620
1991年にリクエスト復刊している。
- 1833 – Dichter und ihre Gesellen

『詩人とその仲間』吉田国臣／訳　沖積舎 2007/3 ISBN 978-4806030010
- 1833 – Viel Lärmen um nichts
- 1834 (もしくは1838) – Auch ich war in Arkadien
- 1835 – Die Meerfahrt
- 1837 - Gedichte （詩集）
- 1837 – Das Schloß Dürande
- 1841 – Kleinere Novellen　短編集（以下3編）
  - Schloß Dürande （デュランデ城）
  - Die Entführung （誘拐）（1839年）
  - Die Glücksritter （幸福な騎士）

## 日本語訳・作品集
- 『幻のヴィーナス』横川文雄／訳　中央出版社 1952年
- 『大理石像・デュランデ城悲歌』関泰祐／訳　岩波文庫 1955年 ISBN 978-4003245613
- 『世界文学全集9』神品芳夫,石井不二雄,川村二郎／訳　集英社 1970
「フリードリヒの遍歴」「大理石像」「のらくら者日記」収録。
- 『ドイツ・ロマン派全集 第6巻』渡辺洋子,平野嘉彦／訳　国書刊行会 1983年9月 ISBN 978-4336026842
「秋の妖惑」「大理石像」「航海」「デュランテ城」「誘拐」収録。うち『デュランデ城』（渡辺訳）は（種村季弘編『澁澤龍彦文学館5 綺譚の箱』所収、筑摩書房、1990年
- 『ハレとハイデルベルク』吉田国臣／訳　沖積舎 2003年7月18日 ISBN 978-4806030386
- 『のらくら者日記』（「集英社ギャラリー 世界の文学 ドイツI』ISBN 4081290105　収録
- 『愉しき放浪児』関泰祐／訳 岩波文庫 1952年 ISBN 978-4003245620
- 『詩人とその仲間』吉田国臣／訳　沖積舎 2007年3月 ISBN 978-4806030010
- 『大理石像』（今泉文子編『ドイツ幻想小説傑作選 ロマン派の森から』所収、ちくま文庫、2010年　ISBN 4480426655）
  - 高橋昌久 訳『気まま者日記・大理石像』（京緑社「マテーシス古典翻訳シリーズ」、2025年）- Kindle版（電子出版）